# دوروثي فروكس
دوروثي فروكس (12، شباط، 1896- 13، نيسان،1997)، كانت كاتبة وناشرة وضابطة عسكرية ومحامية وناشطة بحق المرأة في التصويت. عملت ككاتبة في نيويورك ايفننغ ورلد ونشرت موراي هيل نيوز في عام 1952. عملت أيضاً محامية في بيكسكيل، نيويورك، كتبت العديد من الكتب الخيالية والقصصية، بما في ذلك الشعلة الأولمبية، القلب الأمريكي، وسيرة ذاتية وسيدة محامية.

## حياتها ومهنة المحاماة
ولدت دوروثي في مزرعة بالقرب من سوجرتيز، نيويورك. كانت أحد أطفال ريجينالد فروكس العشرة، رجل أعمال ناجح، وروزيتا سيبيرز، وهو اجتماعي دولي. تربت هي وإخوتها في مزرعة مساحتها 400 فدان في وادي هدسون، وقضوا فصول الشتاء في فندق والدورف.
تم تعيينها من قبل أصدقاء والدتها في جمعية لندن لإلقاء الخطابات في زاوية الشارع في سن11.
تخرجت من كلية هاميلتون للقانون في شيكاغو وحصلت على درجة الماجستير من جامعة نيويورك. بحلول أوائل العشرينات كانت أول محام بدوام كامل لجيش الخلاص.

## مهنتها في الجيش
شغلت منصب رئيس التابعين في بحرية الولايات المتحدة خلال الحرب العالمية الأولى وكقاضي محامي في جيش الولايات المتحدة خلال الحرب العالمية الثانية.

## فيلم (Reds)
ظهرت كواحد من «الشهود» في فيلم Reds للمخرج Warren Beatty عام 1981، جنبًا إلى جنب مع زملائه الراديكاليين المعماريين سكوت نيرنج وجورج سيلديس. كان كل من  فروكس ونيرنج وسيلديس شهودًا مباشرة على الاتهام الأحمر، والمكارثية، وهستيريا الحرب الباردة في الخمسينيات.

## الوفاة
توفيت عام 1997، عن عمر يناهز 101 عامًا، ودُفنت في مقبرة كالفرتون الوطنية.